# Bernard Vallet
Bernard Vallet (* 18. Januar 1954 in Vienne) ist ein ehemaliger französischer Radrennfahrer, der auf Bahn und Straße aktiv war.
Schon als Amateur war Bernard Vallet äußerst erfolgreich und gewann zahlreiche Radrennen, wie etwa 1973 den Circuit des monts du Livradois, das französische Saisoneröffnungsrennen Paris–Evreux, sowie 1975 die Tour du Gévaudan Languedoc-Roussillon und die Route de France. 1975 wurde er mit der „Palmes d’or Merlin Plage“ geehrt, einer Auszeichnung für den besten französischen Amateur des Jahres.
1976 wurde der vielseitige Vallet Profi. So wurde er 1978 französischer Vize-Meister in der Einerverfolgung auf der Bahn und 1981 im Straßenrennen. Bis 1987 startete er zehnmal bei der Tour de France. Bei der Austragung im Jahr 1980 gewann er die 15. Etappe. 1982 gewann er die Bergwertung. 1985 fuhr er im Team La Vie Claire mit, das das Mannschaftszeitfahren gewann und in dem unter anderen Bernard Hinault und Greg Lemond mitfuhren. Auch gelangen ihm kleinere Erfolge wie 1979 der Sieg bei der Tour de Limousin, 1980 beim Grand Prix de Rennes, 1981 bei der Tour d’Armorique und 1982 bei der Tour de l’Aude. 1987, in seinem letzten Profijahr, gewann er den Klassiker Bordeaux–Paris.
Neben diesem Pensum im Straßenradsport startete Bernard Vallet auch bei 44 Sechstagerennen, von denen er sechs gewann. 1982 und 1984 siegte er in seiner Heimat in Grenoble. 1984 wurde er französischer Meister im Punktefahren. 1987 trat er vom aktiven Radsport zurück.
Seit mehreren Jahren ist Vallet als Radsport-Kommentator für den französischsprachigen kanadischen Sender Canal Évasion tätig.